# Joaquín (calciatore 1981)
Joaquín Sánchez Rodríguez, noto semplicemente come Joaquín (El Puerto de Santa María, 21 luglio 1981), è un ex calciatore spagnolo, di ruolo centrocampista o attaccante.
Soprannominato "El Pisha" (locuzione spagnola usata nelle zone di Cadice e Siviglia, analoga a "il tizio" o "il ragazzo"), durante la sua permanenza alla Fiorentina ha assunto il nomignolo di "Gioacchino".
Con i club ha vinto tre volte la Coppa del Re (con il Real Betis nel 2004-2005 e nel 2021-2022 e con il Valencia nel 2007-2008) e ha raggiunto una finale di Coppa Italia (con la Fiorentina nel 2013-2014). A livello individuale, nella stagione 2001-2002 è stato premiato come miglior giovane rivelazione dalla rivista sportiva Don Balón.
Con la nazionale spagnola, per cui ha giocato dal 2002 al 2007, ha partecipato al campionato del mondo del 2002, al campionato d'Europa del 2004 e al campionato del mondo del 2006.
È il più anziano marcatore della storia dell'Europa League e il calciatore con più presenze nella Liga (622) al pari di Andoni Zubizarreta.

## Caratteristiche tecniche
È un esterno di centrocampo che predilige giocare sulla fascia destra, dove riesce a sfornare dei precisi cross per i compagni. All'occorrenza può essere utilizzato anche in attacco, come prima o seconda punta. Le sue maggiori abilità risiedono nel dribbling e nella velocità. Ha un'ottima tecnica e visione di gioco, così come il tiro anche dalla lunga distanza.

## Carriera

### Club

#### Betis
Cresciuto nelle giovanili del Betis durante la stagione 1999-2000 Joaquín fa il suo esordio in squadra B giocando 26 partite e segnando 2 reti. Dalla stagione successiva approda in prima squadra, conquistando subito un posto da titolare fisso e dando il suo contributo costante (38 presenze e 3 reti) per la promozione in Primera División.
Nelle successive cinque stagioni in maglia verdiblanca Joaquín colleziona 180 presenze, segnando 29 reti e distribuendo 50 assist. Nella stagione 2004-2005 ottiene la conquista della Coppa del Re e del quarto posto in campionato. In campo europeo totalizza 6 presenze in Champions League e 9 in Coppa UEFA.
Al tempo su Joaquín pendeva un'onerosa clausola rescissoria da 120 miliardi di lire. I rapporti con la dirigenza biancoverde, in particolare col presidente Ruiz de Lopera che lo tratteneva in rosa, finirono col tempo per incrinarsi; iniziò così un lungo "tira e molla" col Betis, col giocatore che dichiarò pubblicamente di voler lasciare la squadra, attirandosi le antipatie del tifo locale.

#### Valencia
Alla fine di agosto 2006 passa al Valencia per 25 milioni di euro, cifra che ne fa l'acquisto più oneroso della storia del club. Dopo avere risolto alcune dispute finanziarie con l'ormai ex presidente Ruiz de Lopera, Joaquín firma un contratto quinquennale.
Sotto la guida di Quique Sánchez Flores Joaquín disputa la prima parte della stagione 2006-2007 partendo dalla panchina. Nel finale di stagione ha ritrovato con continuità un posto da titolare fisso sia nella Primera División che in Champions League, mettendo a segno 4 reti nelle ultime sei partite. Nel corso degli anni diviene uno degli elementi più importanti dell'undici valenciano.

#### Málaga e Fiorentina

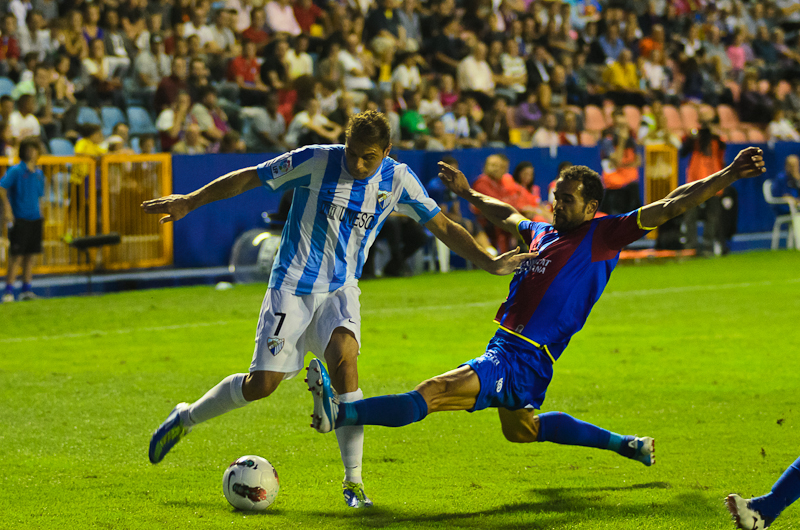
Joaquín al Málaga nel 2011

Il 23 giugno 2011 passa al Málaga dello sceicco Abdullah Al Thani per 4,2 milioni di euro. Fa il suo esordio il 28 agosto nella sconfitta contro il Siviglia per 2-1. Segna poi una doppietta il 12 settembre nel 4-0 contro il Granada. Conclude la sua prima stagione al Málaga con 23 presenze e 2 gol.
Il 12 giugno 2013 viene acquistato a titolo definitivo per 2 milioni di euro dalla società italiana della Fiorentina, con cui firma un contratto fino al 30 giugno 2016 a 1,5 milioni l'anno. Esordisce in maglia viola il 29 agosto nella gara di Europa League Fiorentina-Grasshopper (0-1), mentre il 15 settembre successivo fa il suo debutto in Serie A nella partita interna contro il Cagliari. Segna il suo primo gol in maglia viola il 20 ottobre 2013 nella gara di campionato Fiorentina-Juventus (4-2), ripetendosi poi in Europa League contro il Pandurii e in Coppa Italia col Chievo. A inizio della stagione 2014-2015 viene preso poco in considerazione dall'allenatore Vincenzo Montella, salvo poi diventare titolare dopo la cessione di Juan Cuadrado e chiudere la stagione con 35 presenze e 2 goal.

#### Ritorno al Betis e ritiro
Il 31 agosto 2015, dopo nove anni, fa ritorno al Betis che acquista il suo cartellino per circa mezzo milione di euro.
L'8 dicembre 2019 segna la sua prima tripletta in carriera nella gara casalinga, valevole per la 16ª giornata della Liga 2019-2020, con cui il Betis Siviglia sconfigge l'Athletic Bilbao per 3 a 2. Contestualmente diviene il più anziano giocatore ad aver messo a segno una tripletta nel massimo campionato spagnolo (38 anni e 140 giorni di età), migliorando il precedente record di 37 anni che valeva dal 1964 (marcatore Alfredo Di Stéfano). A fine stagione prolunga il suo contratto con il Betis fino al 2021.
Il 18 novembre 2021 dichiara di volersi ritirare al termine della stagione 2021-2022, nella quale vince la Coppa del Re per la terza volta, la seconda con la maglia del Betis dopo quella nel 2004-2005. In seguito alla vittoria della suddetta coppa, cambia idea sul suo futuro e conferma di voler giocare un altro anno.
Il 19 aprile 2023 il giocatore annuncia ufficialmente che, al termine della stagione, avrebbe detto definitivamente addio al calcio. Disputa la sua ultima partita il 4 giugno 2023, nell'ultima giornata della Liga, rimanendo in campo per 60 minuti nel pareggio casalingo (1-1) del Betis contro il Valencia.
Il 28 dicembre 2023, con un tweet, il Betis annuncia di aver nuovamente tesserato Joaquín, annunciando il suo ritorno al calcio giocato a 42 anni. Nello stesso giorno viene rivelato che si trattava di uno scherzo.

### Nazionale
Joaquín ha debuttato con la nazionale spagnola il 13 febbraio 2002, a Barcellona, in un'amichevole contro il Portogallo. Ha fatto parte della spedizione spagnola al campionato mondiale del 2002, in cui ha sbagliato il rigore decisivo nel quarto di finale contro i padroni di casa della Corea del Sud. È stato convocato anche per il campionato europeo del 2004 e per il campionato del mondo del 2006, pur se utilizzato con poca continuità.

## Statistiche

### Presenze e reti nei club
Statistiche aggiornate al 4 giugno 2023
| Stagione          | Squadra           | Campionato        | Campionato | Campionato | Coppe nazionali | Coppe nazionali | Coppe nazionali | Coppe continentali | Coppe continentali | Coppe continentali | Altre coppe | Altre coppe | Altre coppe | Totale | Totale |
| Stagione          | Squadra           | Comp              | Pres       | Reti       | Comp            | Pres            | Reti            | Comp               | Pres               | Reti               | Comp        | Pres        | Reti        | Pres   | Reti   |
| ----------------- | ----------------- | ----------------- | ---------- | ---------- | --------------- | --------------- | --------------- | ------------------ | ------------------ | ------------------ | ----------- | ----------- | ----------- | ------ | ------ |
| 1999-2000         | Betis B           | SDB               | 27         | 2          | -               | -               | -               | -                  | -                  | -                  | -           | -           | -           | 27     | 2      |
| 2000-2001         | Betis             | SD                | 38         | 3          | CR              | 1               | 0               | -                  | -                  | -                  | -           | -           | -           | 39     | 3      |
| 2001-2002         | Betis             | PD                | 34         | 4          | CR              | 1               | 0               | -                  | -                  | -                  | -           | -           | -           | 35     | 4      |
| 2002-2003         | Betis             | PD                | 37         | 9          | CR              | 3               | 2               | CU                 | 5                  | 1                  | -           | -           | -           | 45     | 12     |
| 2003-2004         | Betis             | PD                | 36         | 7          | CR              | 3               | 1               | -                  | -                  | -                  | -           | -           | -           | 39     | 8      |
| 2004-2005         | Betis             | PD                | 38         | 5          | CR              | 9               | 0               | -                  | -                  | -                  | -           | -           | -           | 47     | 5      |
| 2005-2006         | Betis             | PD                | 35         | 3          | CR              | 3               | 0               | UCL+CU             | 8+4                | 0                  | SS          | 1           | 0           | 51     | 3      |
| 2006-2007         | Valencia          | PD                | 35         | 5          | CR              | 3               | 0               | UCL                | 8                  | 0                  | -           | -           | -           | 46     | 5      |
| 2007-2008         | Valencia          | PD                | 34         | 3          | CR              | 8               | 4               | UCL                | 7                  | 0                  | -           | -           | -           | 49     | 7      |
| 2008-2009         | Valencia          | PD                | 31         | 4          | CR              | 3               | 1               | CU                 | 4                  | 1                  | SS          | 2           | 0           | 40     | 6      |
| 2009-2010         | Valencia          | PD                | 28         | 2          | CR              | 4               | 1               | UEL                | 13                 | 4                  | -           | -           | -           | 45     | 7      |
| 2010-2011         | Valencia          | PD                | 30         | 4          | CR              | 3               | 0               | UCL                | 5                  | 1                  | -           | -           | -           | 38     | 5      |
| Totale Valencia   | Totale Valencia   | Totale Valencia   | 158        | 18         |                 | 21              | 6               |                    | 37                 | 6                  |             | 2           | 0           | 218    | 30     |
| 2011-2012         | Málaga            | PD                | 23         | 2          | CR              | 2               | 0               | -                  | -                  | -                  | -           | -           | -           | 25     | 2      |
| 2012-2013         | Málaga            | PD                | 34         | 4          | CR              | 1               | 1               | UCL                | 12                 | 3                  | -           | -           | -           | 47     | 8      |
| Totale Málaga     | Totale Málaga     | Totale Málaga     | 57         | 6          |                 | 3               | 1               |                    | 12                 | 3                  |             | -           | -           | 72     | 10     |
| 2013-2014         | Fiorentina        | A                 | 26         | 2          | CI              | 5               | 1               | UEL                | 6                  | 2                  | -           | -           | -           | 37     | 5      |
| 2014-2015         | Fiorentina        | A                 | 23         | 2          | CI              | 3               | 0               | UEL                | 8                  | 0                  | -           | -           | -           | 34     | 2      |
| Totale Fiorentina | Totale Fiorentina | Totale Fiorentina | 49         | 4          |                 | 8               | 1               |                    | 14                 | 2                  |             | -           | -           | 71     | 7      |
| 2015-2016         | Betis             | PD                | 30         | 1          | CR              | 2               | 0               | -                  | -                  | -                  | -           | -           | -           | 32     | 1      |
| 2016-2017         | Betis             | PD                | 28         | 3          | CR              | 1               | 0               | -                  | -                  | -                  | -           | -           | -           | 29     | 3      |
| 2017-2018         | Betis             | PD                | 35         | 4          | CR              | 1               | 0               | -                  | -                  | -                  | -           | -           | -           | 36     | 4      |
| 2018-2019         | Betis             | PD                | 30         | 6          | CR              | 7               | 1               | UEL                | 6                  | 0                  | -           | -           | -           | 43     | 7      |
| 2019-2020         | Betis             | PD                | 34         | 8          | CR              | 2               | 2               | -                  | -                  | -                  | -           | -           | -           | 36     | 10     |
| 2020-2021         | Betis             | PD                | 27         | 2          | CR              | 3               | 0               | -                  | -                  | -                  | -           | -           | -           | 30     | 2      |
| 2021-2022         | Betis             | PD                | 21         | 0          | CR              | 5               | 2               | UEL                | 10                 | 0                  | -           | -           | -           | 36     | 2      |
| 2022-2023         | Betis             | PD                | 22         | 0          | CR              | 1               | 0               | UEL                | 7                  | 1                  | SS          | 0           | 0           | 30     | 1      |
| Totale Betis      | Totale Betis      | Totale Betis      | 445        | 55         |                 | 42              | 8               |                    | 40                 | 2                  |             | 1           | 0           | 528    | 65     |
| Totale carriera   | Totale carriera   | Totale carriera   | 736        | 85         |                 | 74              | 16              |                    | 103                | 13                 |             | 3           | 0           | 915    | 115    |

### Cronologia presenze e reti in nazionale
| Cronologia completa delle presenze e delle reti in nazionale ― Spagna | Cronologia completa delle presenze e delle reti in nazionale ― Spagna | Cronologia completa delle presenze e delle reti in nazionale ― Spagna | Cronologia completa delle presenze e delle reti in nazionale ― Spagna | Cronologia completa delle presenze e delle reti in nazionale ― Spagna | Cronologia completa delle presenze e delle reti in nazionale ― Spagna | Cronologia completa delle presenze e delle reti in nazionale ― Spagna | Cronologia completa delle presenze e delle reti in nazionale ― Spagna |
| Data                                                                  | Città                                                                 | In casa                                                               | Risultato                                                             | Ospiti                                                                | Competizione                                                          | Reti                                                                  | Note                                                                  |
| --------------------------------------------------------------------- | --------------------------------------------------------------------- | --------------------------------------------------------------------- | --------------------------------------------------------------------- | --------------------------------------------------------------------- | --------------------------------------------------------------------- | --------------------------------------------------------------------- | --------------------------------------------------------------------- |
| 13-2-2002                                                             | Barcellona                                                            | Spagna                                                                | 1 – 1                                                                 | Portogallo                                                            | Amichevole                                                            | -                                                                     |                                                                       |
| 27-3-2002                                                             | Rotterdam                                                             | Paesi Bassi                                                           | 1 – 0                                                                 | Spagna                                                                | Amichevole                                                            | -                                                                     | 25’ 46’                                                               |
| 17-4-2002                                                             | Belfast                                                               | Irlanda del Nord                                                      | 0 – 5                                                                 | Spagna                                                                | Amichevole                                                            | -                                                                     | 46’                                                                   |
| 12-6-2002                                                             | Daejon                                                                | Sudafrica                                                             | 2 – 3                                                                 | Spagna                                                                | Mondiali 2002 - 1º turno                                              | -                                                                     |                                                                       |
| 22-6-2002                                                             | Gwangju                                                               | Spagna                                                                | 0 – 0 dts (3 – 5 dtr)                                                 | Corea del Sud                                                         | Mondiali 2002 - Quarti di finale                                      | -                                                                     |                                                                       |
| 21-8-2002                                                             | Budapest                                                              | Ungheria                                                              | 1 – 1                                                                 | Spagna                                                                | Amichevole                                                            | -                                                                     | 46’                                                                   |
| 7-9-2002                                                              | Atene                                                                 | Grecia                                                                | 0 – 2                                                                 | Spagna                                                                | Qual. Euro 2004                                                       | -                                                                     | 61’                                                                   |
| 12-10-2002                                                            | Albacete                                                              | Spagna                                                                | 3 – 0                                                                 | Irlanda del Nord                                                      | Qual. Euro 2004                                                       | -                                                                     | 77’                                                                   |
| 16-10-2002                                                            | Logroño                                                               | Spagna                                                                | 0 – 0                                                                 | Paraguay                                                              | Amichevole                                                            | -                                                                     | 46’                                                                   |
| 12-2-2003                                                             | Palma di Maiorca                                                      | Spagna                                                                | 3 – 1                                                                 | Germania                                                              | Amichevole                                                            | -                                                                     | 69’                                                                   |
| 2-4-2003                                                              | León                                                                  | Spagna                                                                | 3 – 0                                                                 | Armenia                                                               | Qual. Euro 2004                                                       | 1                                                                     | 40’                                                                   |
| 30-4-2003                                                             | Madrid                                                                | Spagna                                                                | 4 – 0                                                                 | Ecuador                                                               | Amichevole                                                            | -                                                                     |                                                                       |
| 7-6-2003                                                              | Saragozza                                                             | Spagna                                                                | 0 – 1                                                                 | Grecia                                                                | Qual. Euro 2004                                                       | -                                                                     | 59’                                                                   |
| 11-6-2003                                                             | Belfast                                                               | Irlanda del Nord                                                      | 0 – 0                                                                 | Spagna                                                                | Qual. Euro 2004                                                       | -                                                                     | 65’                                                                   |
| 6-9-2003                                                              | Guimarães                                                             | Portogallo                                                            | 0 – 3                                                                 | Spagna                                                                | Amichevole                                                            | 1                                                                     | 46’                                                                   |
| 15-11-2003                                                            | Valencia                                                              | Spagna                                                                | 2 – 1                                                                 | Norvegia                                                              | Qual. Euro 2004                                                       | -                                                                     | 78’                                                                   |
| 19-11-2003                                                            | Oslo                                                                  | Norvegia                                                              | 0 – 3                                                                 | Spagna                                                                | Qual. Euro 2004                                                       | -                                                                     | 79’                                                                   |
| 18-2-2004                                                             | Barcellona                                                            | Spagna                                                                | 2 – 1                                                                 | Perù                                                                  | Amichevole                                                            | -                                                                     | 46’                                                                   |
| 28-4-2004                                                             | Genova                                                                | Italia                                                                | 1 – 1                                                                 | Spagna                                                                | Amichevole                                                            | -                                                                     | 46’                                                                   |
| 5-6-2004                                                              | Getafe                                                                | Spagna                                                                | 4 – 0                                                                 | Andorra                                                               | Amichevole                                                            | -                                                                     | 46’                                                                   |
| 16-6-2004                                                             | Oporto                                                                | Grecia                                                                | 1 – 1                                                                 | Spagna                                                                | Euro 2004 - 1º turno                                                  | -                                                                     | 46’                                                                   |
| 20-6-2004                                                             | Lisbona                                                               | Spagna                                                                | 0 – 1                                                                 | Portogallo                                                            | Euro 2004 - 1º turno                                                  | -                                                                     | 72’                                                                   |
| 18-8-2004                                                             | Las Palmas                                                            | Spagna                                                                | 3 – 2                                                                 | Venezuela                                                             | Amichevole                                                            | -                                                                     | 69’                                                                   |
| 3-9-2004                                                              | Valencia                                                              | Spagna                                                                | 1 – 1                                                                 | Scozia                                                                | Amichevole                                                            | -                                                                     |                                                                       |
| 9-10-2004                                                             | Santander                                                             | Spagna                                                                | 2 – 0                                                                 | Belgio                                                                | Qual. Mondiali 2006                                                   | -                                                                     |                                                                       |
| 17-11-2004                                                            | Madrid                                                                | Spagna                                                                | 1 – 0                                                                 | Inghilterra                                                           | Amichevole                                                            | -                                                                     | 80’                                                                   |
| 9-2-2005                                                              | Almería                                                               | Spagna                                                                | 5 – 0                                                                 | San Marino                                                            | Qual. Mondiali 2006                                                   | 1                                                                     |                                                                       |
| 26-3-2005                                                             | Salamanca                                                             | Spagna                                                                | 3 – 0                                                                 | Cina                                                                  | Amichevole                                                            | 1                                                                     | 54’                                                                   |
| 30-3-2005                                                             | Belgrado                                                              | Serbia e Montenegro                                                   | 0 – 0                                                                 | Spagna                                                                | Qual. Mondiali 2006                                                   | -                                                                     |                                                                       |
| 4-6-2005                                                              | Valencia                                                              | Spagna                                                                | 1 – 0                                                                 | Lituania                                                              | Qual. Mondiali 2006                                                   | -                                                                     | 44’                                                                   |
| 8-6-2005                                                              | Valencia                                                              | Spagna                                                                | 1 – 1                                                                 | Bosnia ed Erzegovina                                                  | Qual. Mondiali 2006                                                   | -                                                                     |                                                                       |
| 17-8-2005                                                             | Gijón                                                                 | Spagna                                                                | 2 – 0                                                                 | Uruguay                                                               | Amichevole                                                            | -                                                                     | 60’                                                                   |
| 3-9-2005                                                              | Santander                                                             | Spagna                                                                | 2 – 1                                                                 | Canada                                                                | Amichevole                                                            | -                                                                     | 55’                                                                   |
| 7-9-2005                                                              | Madrid                                                                | Spagna                                                                | 1 – 1                                                                 | Serbia e Montenegro                                                   | Qual. Mondiali 2006                                                   | -                                                                     | 67’                                                                   |
| 8-10-2005                                                             | Bruxelles                                                             | Belgio                                                                | 0 – 2                                                                 | Spagna                                                                | Qual. Mondiali 2006                                                   | -                                                                     | 55’                                                                   |
| 1-3-2006                                                              | Valladolid                                                            | Spagna                                                                | 3 – 2                                                                 | Costa d'Avorio                                                        | Amichevole                                                            | -                                                                     | 46’                                                                   |
| 27-5-2006                                                             | Albacete                                                              | Spagna                                                                | 0 – 0                                                                 | Russia                                                                | Amichevole                                                            | -                                                                     | 72’                                                                   |
| 7-6-2006                                                              | Ginevra                                                               | Spagna                                                                | 2 – 1                                                                 | Croazia                                                               | Amichevole                                                            | -                                                                     | 74’                                                                   |
| 19-6-2006                                                             | Stoccarda                                                             | Spagna                                                                | 3 – 1                                                                 | Tunisia                                                               | Mondiali 2006 - 1º turno                                              | -                                                                     | 56’                                                                   |
| 23-6-2006                                                             | Kaiserslautern                                                        | Arabia Saudita                                                        | 0 – 1                                                                 | Spagna                                                                | Mondiali 2006 - 1º turno                                              | -                                                                     |                                                                       |
| 27-6-2006                                                             | Hannover                                                              | Spagna                                                                | 1 – 3                                                                 | Francia                                                               | Mondiali 2006 - Ottavi di finale                                      | -                                                                     | 54’                                                                   |
| 15-8-2006                                                             | Reykjavík                                                             | Islanda                                                               | 0 – 0                                                                 | Spagna                                                                | Amichevole                                                            | -                                                                     | 46’                                                                   |
| 2-6-2007                                                              | Riga                                                                  | Lettonia                                                              | 0 – 2                                                                 | Spagna                                                                | Qual. Euro 2008                                                       | -                                                                     | 45’                                                                   |
| 6-6-2007                                                              | Vaduz                                                                 | Liechtenstein                                                         | 0 – 2                                                                 | Spagna                                                                | Qual. Euro 2008                                                       | -                                                                     |                                                                       |
| 22-8-2007                                                             | Salonicco                                                             | Grecia                                                                | 2 – 3                                                                 | Spagna                                                                | Amichevole                                                            | -                                                                     | 82’                                                                   |
| 8-9-2007                                                              | Reykjavík                                                             | Islanda                                                               | 1 – 1                                                                 | Spagna                                                                | Qual. Euro 2008                                                       | -                                                                     | 69’                                                                   |
| 12-9-2007                                                             | Oviedo                                                                | Spagna                                                                | 2 – 0                                                                 | Lettonia                                                              | Qual. Euro 2008                                                       | -                                                                     | 79’                                                                   |
| 13-10-2007                                                            | Aarhus                                                                | Danimarca                                                             | 1 – 3                                                                 | Spagna                                                                | Qual. Euro 2008                                                       | -                                                                     | 69’                                                                   |
| 17-10-2007                                                            | Helsinki                                                              | Finlandia                                                             | 0 – 0                                                                 | Spagna                                                                | Amichevole                                                            | -                                                                     | 55’                                                                   |
| 17-11-2007                                                            | Madrid                                                                | Spagna                                                                | 3 – 0                                                                 | Svezia                                                                | Qual. Euro 2008                                                       | -                                                                     | 52’                                                                   |
| 21-11-2007                                                            | Las Palmas                                                            | Spagna                                                                | 1 – 0                                                                 | Irlanda del Nord                                                      | Qual. Euro 2008                                                       | -                                                                     | 47’                                                                   |
| Totale                                                                |                                                                       | Presenze                                                              | 51                                                                    |                                                                       | Reti                                                                  | 4                                                                     |                                                                       |

### Record
- Giocatore più anziano ad aver messo a segno una tripletta nella Liga (38 anni e 140 giorni, in Betis-Athletic Bilbao 3-2, 8 dicembre 2019).[17]

## Palmarès

### Club
- Coppa di Spagna: 3

Betis: 2004-2005, 2021-2022
Valencia: 2007-2008

### Individuale
- Premio Don Balón: 1

Giocatore rivelazione dell'anno 2001-2002
- FIFA World Cup awards: 1

2002